# Медейрос, Янси
Я́нси Меде́йрос (англ. Yancy Medeiros; 7 сентября 1987, Уоиана) — американский боец смешанного стиля, представитель лёгкой и полусредней весовых категорий. Выступает на профессиональном уровне начиная с 2007 года, известен по участию в турнирах таких бойцовских организаций как UFC и Strikeforce.

## Биография
Янси Медейрос родился 7 сентября 1987 года в статистически обособленной местности Уоиана на Гавайях, имеет гавайско-филиппинские корни. Ещё в раннем детстве увлёкся карате, позже во время обучения в старшей школе серьёзно занимался борьбой, в частности занимал третье место на чемпионате штата в своей возрастной группе. Большое влияние на него оказал Дэвид «Кавика» Паалухи, один из первопроходцев ММА на Гавайях.

### Начало профессиональной карьеры
Дебютировал в смешанных единоборствах на профессиональном уровне в октябре 2007 года, нокаутировал своего соперника в первом же раунде. Первое время выступал в полутяжёлом весе исключительно на Гавайях в местных небольших промоушенах, в течение двух лет победил здесь семерых бойцов, не потерпев при этом ни одного поражения.
В 2010 году привлёк к себе внимание крупной американской организации Strikeforce — с этого момента начал выступать на континенте, спустившись в среднюю весовую категорию. Одержал победу над Раулем Кастильо и Гаретом Джозефом, планировался и третий бой, против Джона Солтера, но Медейрос травмировался и вынужден был отказаться от этого поединка.

### Ultimate Fighting Championship
Организация Strikeforce была поглощена более крупным бойцовским промоушеном Ultimate Fighting Championship, и Янси Медейрос в соответствии с контрактными обязательствами перешёл к новому владельцу, при этом он решил выступать в лёгком весовом дивизионе. Его дебют в UFC состоялся в январе 2013 года и получился неудачным, в поединке с россиянином Рустамом Хабиловым он повредил палец в результате пропущенного тейкдауна и не мог продолжать драться, в результате чего рефери зафиксировал технический нокаут.
Во втором бою в первом же раунде нокаутировал Ивеса Эдвардса, однако впоследствии результат этого боя был отменён из-за проваленного Медейросом допинг-теста — в его пробе были обнаружены следы марихуаны.
На апрель 2014 года планировался его бой против новичка организации Джо Элленбергера, но позже его переместили в мейнкард турнира и поставили против опытного Джима Миллера, который лишился своего изначального соперника Бобби Грина. В итоге в первом раунде их противостояния Медейрос попался в «гильотину» и проиграл технической сдачей.
Следующим его соперником должен был стать Джастин Эдвардс, тем не менее, тот травмировался, и новым соперником стал недавно подписавший контракт с организацией Деймон Джексон. Во втором раунде Медейрос применил на нём обратное удушение бульдога и тем самым заставил сдаться, получив бонус за лучшее выступление вечера.
На финальном турнире двадцатого сезона реалити-шоу The Ultimate Fighter вышел в октагон против соотечественника Джо Проктора, в концовке первого раунда принудил его к сдаче с помощью «гильотины» и вновь удостоился награды за лучшее выступление вечера.
Организаторами планировался бой против Тони Фергюсона, однако Медейрос не смог принять участие в этом поединке из-за травмы и был заменён Глейсоном Тибау. Позже вышел в клетку против другого известного американского бойца Дастина Пуарье, при этом он не уложился в лимит лёгкого веса и бой между ними проходил в промежуточной весовой категории до 72 кг. Порье в первом же раунде провёл серию результативных ударов и выиграл техническим нокаутом.
В дальнейшем раздельным решением судей взял верх над соотечественником Джоном Макдесси и единогласным судейским решением уступил бразильцу Франсиску Триналду — во втором случае оба бойца были награждены бонусом за лучший бой вечера.
В сентябре 2016 года Медейрос поднялся в полусреднюю весовую категорию и с помощью удушающего приёма сзади заставил сдаться Шона Спенсера, в третий раз получив награду за лучшее выступление вечера.
В июне 2017 года техническим нокаутом победил бразильца Эрика Силву.

## Статистика в профессиональном ММА
| Боёв 24         | Побед 15 | Поражений 8 |
| --------------- | -------- | ----------- |
| Нокаутом        | 8        | 4           |
| Сдачей          | 4        | 1           |
| Решением        | 3        | 3           |
| Не состоявшихся | 1        | 1           |

| Результат    | Рекорд   | Соперник           | Способ                             | Турнир                                     | Дата             | Раунд | Время | Место                    | Примечание                                                     |
| ------------ | -------- | ------------------ | ---------------------------------- | ------------------------------------------ | ---------------- | ----- | ----- | ------------------------ | -------------------------------------------------------------- |
| Поражение    | 15-8 (1) | Дамир Хаджович     | Единогласное решение               | UFC Fight Night: Gane vs. Volkov           | 26 июня 2021     | 3     | 5:00  | Лас-Вегас, США           |                                                                |
| Поражение    | 15-7 (1) | Ландо Ванната      | Единогласное решение               | UFC Fight Night: Anderson vs. Błachowicz 2 | 15 февраля 2020  | 3     | 5:00  | Рио-Ранчо, США           |                                                                |
| Поражение    | 15-6 (1) | Грегор Гиллеспи    | TKO (удары руками)                 | UFC Fight Night: Cejudo vs. Dillashaw      | 19 января 2019   | 2     | 4:59  | Бруклин, США             | Вернулся в лёгкий вес.                                         |
| Поражение    | 15-5 (1) | Дональд Серроне    | TKO (удары руками)                 | UFC Fight Night: Cowboy vs. Medeiros       | 18 февраля 2018  | 1     | 4:58  | Остин, США               |                                                                |
| Победа       | 15-4 (1) | Алекс Оливейра     | TKO (удары руками)                 | UFC 218                                    | 2 декабря 2017   | 3     | 2:02  | Детройт, США             | Бой вечера.                                                    |
| Победа       | 14-4-1   | Эрик Силва         | TKO (удары руками)                 | UFC 212                                    | 3 июня 2017      | 2     | 2:01  | Рио-де-Жанейро, Бразилия |                                                                |
| Победа       | 13-4-1   | Шон Спенсер        | Сдача (удушение сзади)             | UFC 203                                    | 10 сентября 2016 | 2     | 0:49  | Кливленд, США            | Дебют в полусреднем весе. Выступление вечера.                  |
| Поражение    | 12-4-1   | Франсиску Триналду | Единогласное решение               | UFC 198                                    | 14 мая 2016      | 3     | 5:00  | Куритиба, Бразилия       | Бой вечера.                                                    |
| Победа       | 12-3-1   | Джон Макдесси      | Раздельное решение                 | UFC 194                                    | 12 декабря 2015  | 3     | 5:00  | Лас-Вегас, США           |                                                                |
| Поражение    | 11-3-1   | Дастин Пуарье      | TKO (удары)                        | UFC Fight Night: Boetsch vs. Henderson     | 6 июня 2015      | 1     | 2:38  | Новый Орлеан, США        | Медейрос провалил взвешивание; бой в промежуточном весе 72 кг. |
| Победа       | 11-2-1   | Джо Проктор        | Сдача (гильотина)                  | The Ultimate Fighter 20 Finale             | 12 декабря 2014  | 1     | 4:37  | Лас-Вегас, США           | Выступление вечера.                                            |
| Победа       | 10-2-1   | Деймон Джексон     | Сдача (обратное удушение бульдога) | UFC 177                                    | 30 августа 2014  | 2     | 1:54  | Сакраменто, США          | Выступление вечера.                                            |
| Поражение    | 9-2-1    | Джим Миллер        | Техническая сдача (гильотина)      | UFC 172                                    | 26 апреля 2014   | 1     | 3:18  | Балтимор, США            |                                                                |
| Не состоялся | 9-1-1    | Ивес Эдвардс       | Результат отменён                  | UFC: Fight for the Troops 3                | 6 ноября 2013    | 1     | 2:47  | Форт-Кемпбелл, США       |                                                                |
| Поражение    | 9-1      | Рустам Хабилов     | TKO (травма пальца)                | UFC 159                                    | 27 апреля 2013   | 1     | 2:32  | Ньюарк, США              | Дебют в лёгком весе.                                           |
| Победа       | 9-0      | Гарет Джозеф       | KO (удары руками)                  | Strikeforce: Fedor vs. Werdum              | 26 июня 2010     | 2     | 1:19  | Сан-Хосе, США            |                                                                |
| Победа       | 8-0      | Рауль Кастильо     | Единогласное решение               | Strikeforce Challengers: Kaufman vs. Hashi | 26 февраля 2010  | 3     | 5:00  | Сан-Хосе, США            | Дебют в среднем весе.                                          |
| Победа       | 7-0      | Зеке Прадос        | TKO (удары руками)                 | Destiny MMA: Maui No Kaoi                  | 22 августа 2009  | 1     | 2:23  | Уэйлуку, США             |                                                                |
| Победа       | 6-0      | Джей Ясуи          | Сдача (удушение сзади)             | UNU 1: Seek and Destroy                    | 21 марта 2009    | 1     | 1:46  | Уэйлуку, США             |                                                                |
| Победа       | 5-0      | Поаи Суганума      | TKO (удары руками)                 | Destiny MMA: Pier Fighter 1                | 15 ноября 2008   | 3     | 0:37  | Гонолулу, США            |                                                                |
| Победа       | 4-0      | Джино Венти        | Единогласное решение               | Hawaii Fight League 4                      | 12 октября 2008  | 3     | 3:00  | Уэйпау, США              |                                                                |
| Победа       | 3-0      | Ларри Перрейра     | KO (удары руками)                  | Hawaii Fight League 3                      | 3 мая 2008       | 1     | 2:37  | Уэйпау, США              |                                                                |
| Победа       | 2-0      | Эдди Охиа          | TKO (удары руками)                 | Hawaii Fight League 2                      | 12 января 2008   | 1     | 1:23  | Гонолулу, США            |                                                                |
| Победа       | 1-0      | Риго Мендоса       | KO (удары руками)                  | Hawaii Fight League 1                      | 19 октября 2007  | 1     | N/A   | Гонолулу, США            |                                                                |